# Joseph Claude Sinel
Joseph Claude Sinel (1889 en Nueva Zelanda - 1975 en los Estados Unidos), también conocido como Jo Sinel, o Auckland Jo, fue un pionero del diseño industrial, famoso por ser una de las primeras personas en usar el término "diseño industrial", que definió como la unión del arte y de la ciencia, para la creación de productos hechos a máquina. Fundó su propio estudio de diseño mucho antes que diseñadores como Raymond Loewy, Henry Dreyfuss y Walter Dorwin Teague siguieran sus pasos. En 1975, el año en que falleció, fue miembro fundador de la Sociedad Americana de Diseñadores de Interior (ASID).